# Жах у божевільні
«Жах у божевільні» («Кошмар в сумасшедшем доме») — радянський художній фільм 1990 року, знятий режисером Миколою Гусаровим на Свердловській кіностудії.

## Сюжет
За мотивами сюжету п'єси Едуардо Скарпетта. Вітя програв у карти великі гроші — і свої, і чужі. Тепер його бос, кримінальний авторитет, вимагає терміново повернути борг. У Віті одна надія — на багатого дядька в Магадані. Але дядько ні копійки не дасть просто так. І Вітя просить його вкласти гроші в бізнес — божевільню. Племінник відмінно розписав усю вигоду цієї чудової справи: дядько майже погодився. Але для початку бажає оглянути заклад… Вітя в розпачі — ніякої психлікарні в нього немає, а кредитори більше не хочуть чекати. І він везе дядька на екскурсію до Будинку відпочинку творчої інтелігенції…

## У ролях
- Віктор Павлов — Філіп Іванович, батько Анжеліки, дядько Віктора
- Тетяна Говорова — мама Анжеліки, дружина Пилипа Івановича, тітка Віктора
- Олена Старостіна — Анжеліка
- Олександр Кузнецов — Віктор, колишній студент медінституту
- Тамара Сьоміна — Ксенія Петрівна Мухіна
- Юрій Назаров — Горохов Гордійович, ветеран НКВС
- Валентин Голубенко — актор
- Віктор Григорюк — Костя, двірник у Будинку творчості
- Мілена Тонтегоде — Лілія Едуардівна, інспектор із Міністерства культури
- Валерій Храмцов — співак Живкін, коханець Лілії Едуардівни
- Сергій Тезов — директор Будинку творчості
- Микола Шевкуненко — драматург
- Марина Королькова — Роза, дочка Мухіної, дівчина на виданні
- Віктор Соловйов — Льоха, художник-фальшивомонетник
- Микита Третьяков — «Дилда»
- Раїс Галямов — «Бик»
- Олександр Ческідов — «Заїка»
- Василь Поліщук — Сява
- Костянтин Степанов — «Красавчик» з банди «Кульгавого»
- Віктор Мамаєв — «Здоров'як» з банди «Кульгавого»
- Геннадій Макоєв — бригадир рекетирів з банди «Кульгавого»
- Віктор Цепаєв — Гена «Кульгавий», ватажок конкуруючої банди
- Анна Виноградова — епізод
- Микола Гусаров — Іван, асенізатор
- Павло Дралов — епізод
- Л. Тинкован — епізод

## Знімальна група
- Режисер — Микола Гусаров
- Сценарист — Микола Гусаров
- Оператор — Борис Шапіро
- Композитор — Сергій Сидельников
- Художник — Валерій Лукінов